# Gustave Vanzype
Gustave Vanzype, né le 10 juin 1869 à Bruxelles et mort le 12 septembre 1955 dans sa ville natale, est un écrivain belge.
Membre de l'Académie royale de langue et de littérature françaises de Belgique, il a publié des recueils de contes, des romans des pièces de théâtre et des ouvrages d'art.
Il a entretenu une correspondance avec Victor Reding, directeur du Théâtre royal du Parc de Bruxelles durant les années 1920.
Isidore Opsomer a réalisé un portrait de lui.

## Publications
- Histoires bourgeoises (contes)
- Romanesque (nouvelle)
- Claire Fantin (roman)
- L'instinct (contes)
- La révélation (roman)
- L'enfant (pièce en trois actes) Théâtre Molière, Bruxelles, le 28 décembre 1893.
- La gêne  (pièce)
- Le gouffre (pièce)
- L'échelle (pièce)
- La souveraine (comédie en trois actes) Théâtre Molière, Bruxelles, le 21 mars 1899.
- Les liens (pièce en trois actes)
- Les semailles (pièce en trois actes) Théâtre du Parc, Bruxelles, le 5 février 1919.
- Tes père et mère... (pièce)
- Le patrimoine (pièce en quatre actes)
- Il présenta en 1921 pour la Galerie Giroux de Bruxelles la collection Lequime dans le catalogue de la première vente de cette prestigieuse réunion de tableaux de la fin du XIXe et du début du XXe siècle dont une partie entra directement dans les musées.
- Les visages (pièce en trois actes) Théâtre du Parc, Bruxelles, le 5 mai 1922.
- L'aumône (pièce en quatre actes)
- Nos peintres. Première série. (Albert Baertsoen, Franz Courtens, Eugène Laermans, Auguste Levêque, Amédée Lynen, Alice Ronner, Jan Stobbaerts, Gustave Vanaise), Bruxelles, Paul Lacomblez, 1903, 118 p.
- Jan Vermeer de Delft, Van Oest, 1923
- Anthologie des écrivains belges de langue française, 1923
- Henri de Braekeleer, G. Van Oest & Cie, 1923
- L'Art belge au XIXe siècle(à l'Exposition jubilaire du Cercle artistique et littéraire de Bruxelles en 1922), 1923
- Bruegel, Brussel, L.-J. Kryn, 1926, 117 p. (en néerlandais; série "Groote Meesters")
- Pierre-Paul Rubens, Paris et Bruxelles, G. Van Oest, 1926; réédité à La Renaissance du livre, 1942
- Franz Courtens, Bruxelles, Nouvelle Société d'éditions, 1933
- Les Frères Stevens, Bruxelles, Nouvelle Société d'Editions, 1936, 121 p.

## Distinctions
- Grand officier de l'ordre de Léopold (en 1936).
- Grand-croix de l'ordre de la Couronne (en 1946).